# Avon (Connecticut)
Pour les articles homonymes, voir Avon.
Avon est une ville située dans le comté de Hartford, dans l'État du Connecticut aux États-Unis. Lors du recensement de 2010, Avon avait une population totale de 18 098 habitants.

## Géographie
Selon le Bureau du Recensement des États-Unis, la superficie de la ville est de 23,59 milles carrés (61,1 km2), dont 23,15 milles carrés (59,96 km2) de terres et 0,44 milles carrés (1,14 km2) de plans d'eau (soit 1,87 %).

## Histoire
Avon devient une municipalité en 1830. D'abord appelée Northington puis Nod, la ville prend finalement le nom de la rivière anglaise.

## Démographie
D'après le recensement de 2000, il y avait 15 832 habitants, 6 192 ménages, et 4 483 familles dans la ville. La densité de population était de 264,4 hab/km2. Il y avait 6 480 maisons avec une densité de 108,2 maisons/km2. La décomposition ethnique de la population était : 94,93 % blancs ; 0,98 % noirs ; 0,05 % amérindiens ; 2,96 % asiatiques ; 0,02 % natifs des îles du Pacifique ; 0,28 % des autres races ; 0,77 % de deux ou plus races. 1,57 % de la population était hispanique ou Latino de n'importe quelle race.
Il y avait 6 192 ménages, dont 34,0 % avaient des enfants de moins de 18 ans, 65,8 % étaient des couples mariés, 4,7 % avaient une femme qui était parent isolé, et 27,6 % étaient des ménages non-familiaux. 23,5 % des ménages étaient constitués de personnes seules et 9,5 % de personnes seules de 65 ans ou plus. Le ménage moyen comportait 2,53 personnes et la famille moyenne avait 3,03 personnes.
Dans la ville la pyramide des âges était 26,1 % en dessous de 18 ans, 3,3 % de 18 à 24, 26,1 % de 25 à 44, 29,5 % de 45 à 64, et 15,0 % qui avaient 65 ans ou plus. L'âge médian était 42 ans. Pour 100 femmes, il y avait 91,8 hommes. Pour 100 femmes de 18 ans ou plus, il y avait 88,0 hommes.
Le revenu médian par ménage de la ville était 90 934 de dollars US, et le revenu médian par famille était 109 161 $. Les hommes avaient un revenu médian de 76 882 $ contre 44 848 $ pour les femmes. Le revenu par habitant de la ville était 51 706 $. 1,7 % des habitants et 0,9 % des familles vivaient sous le seuil de pauvreté. 1,2 % des personnes de moins de 18 ans et 1,9 % des personnes de plus de 65 ans vivaient sous le seuil de pauvreté.
| 1850 | 1860  | 1870 | 1880  | 1890  | 1900  |
| ---- | ----- | ---- | ----- | ----- | ----- |
| 995  | 1 059 | 987  | 1 057 | 1 182 | 1 302 |

| 1910  | 1920  | 1930  | 1940  | 1950  | 1960  |
| ----- | ----- | ----- | ----- | ----- | ----- |
| 1 337 | 1 534 | 1 738 | 2 258 | 3 171 | 5 273 |

| 1970  | 1980   | 1990   | 2000   | 2010   | - |
| ----- | ------ | ------ | ------ | ------ | - |
| 8 352 | 11 201 | 13 937 | 15 832 | 18 098 | - |